# Potz Blitz
Potz Blitz ist ein Studioalbum der deutschen Countryband Truck Stop. Anders als die meisten Alben der Band ist es stark durch New-Wave- und Pop-Elemente geprägt.

## Titelliste
1. Du und ich (Im 3/4 Takt) (Musik: Doll, Reichling/Text: Doll, Reichling)
2. Sünde hin – Sünde her (Musik: Bach/Text: Holder)
3. Vater und Sohn (Musik: Berndt/Text: Brozat)
4. Wochenend im Schlafsack (Musik: Bach/Text: Brozat)
5. Kalle Schmidt (Musik: Reichling/Text: Brozat)
6. Der Baum (Text und Musik: Eckardt)
7. Lüneburger Heide (Musik: Reichling/Text: Eckardt)
8. Mia miass’n jo was mach’n (Musik: Doll, Reichling/Text: Reichling, Doll)
9. Großstadtluft (Musik: Eckardt, Brozat, Reichling/Text: Brozat)
10. Ab heut’ wird alles anders (Musik: Berndt/Text: Ibing, Brozat)
11. Jodlidiledi (Musik: Lost/Text: Eckardt)
12. Peng-Peng (Musik: Lost/Text: Eckardt)